# Zámek Fougères-sur-Bièvre
Zámek Fougères-sur-Bièvre (francouzsky Château de Fougères-sur-Bièvre) stojí ve středu stejnojmenné francouzské obce Fougères-sur-Bièvre na břehu řeky Bièvre v departementu Loir-et-Cher.
Byl vybudován na konci 15. století jako opevněné sídlo rodiny de Refuge, která tím dokumentovala svůj vzestup mezi francouzskou šlechtu. Stavba je jedním z posledních příkladů vojenské architektury ve Francii.